# Hans Otto Theater

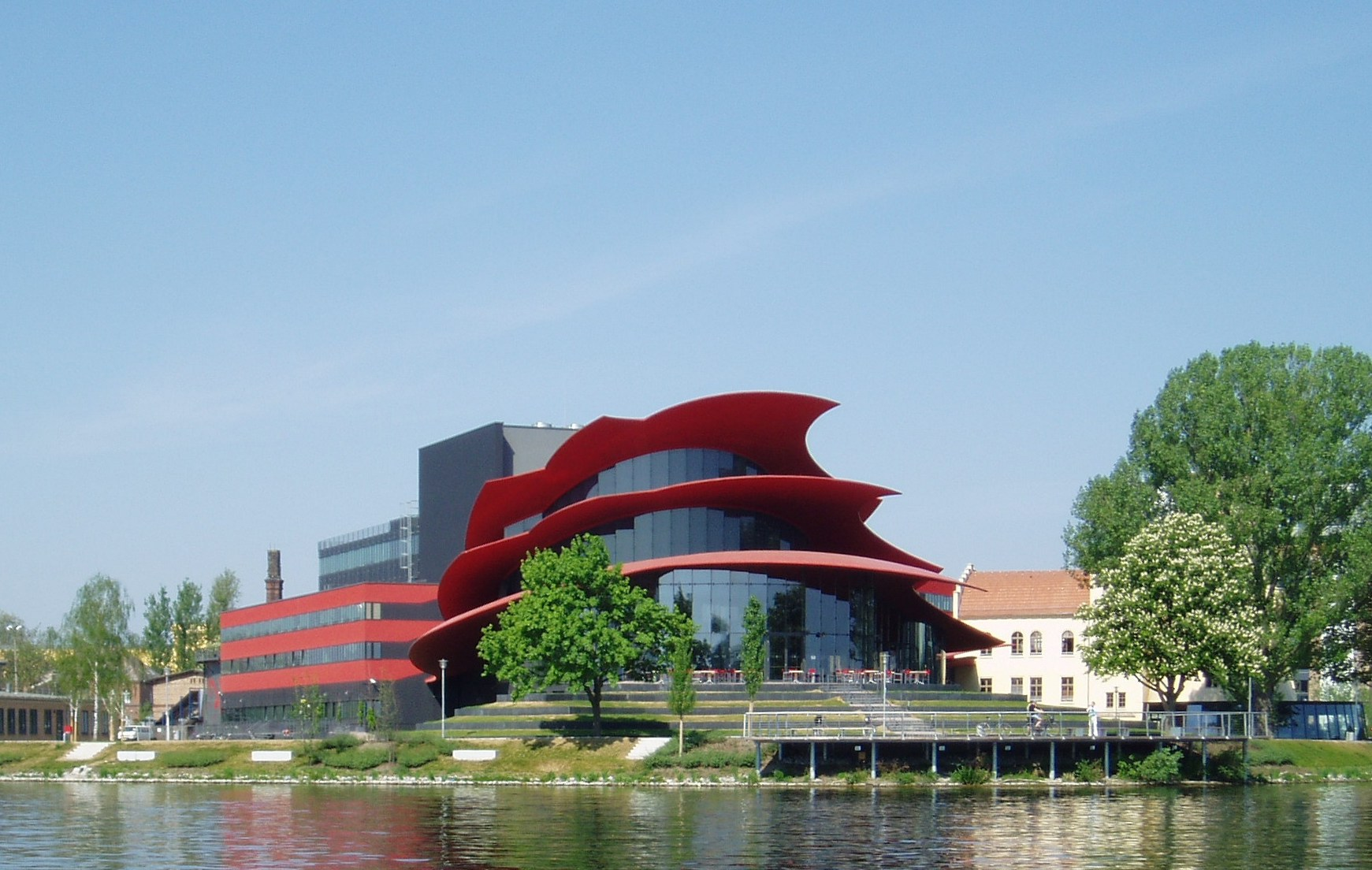
Stammhaus der Hans Otto Theater GmbH vom Tiefen See aus, 2007

Das Hans Otto Theater ist ein Potsdamer Stadttheater. Sein Sitz und Hauptspielstätte befindet sich im Großen Haus am Tiefen See im Potsdamer Kulturviertel an der Schiffbauergasse. Weitere regelmäßige Spielstätten sind die benachbarte historische Reithalle und gelegentlich auch das Schlosstheater im Neuen Palais. Das Theater wurde nach dem Schauspieler Hans Otto benannt, der in den Anfangsmonaten des Dritten Reichs ermordet wurde.

## Geschichte

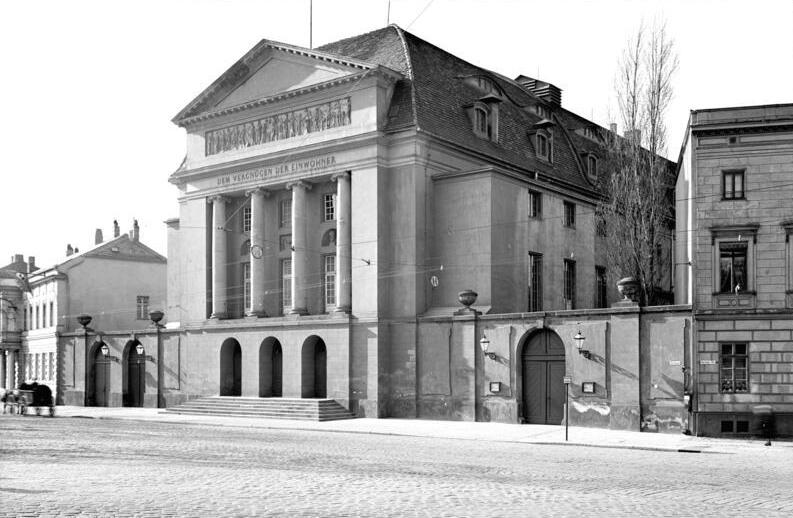
Ursprüngliche Theaterspielstätte, das Königliche Schauspielhaus

Das Dem Vergnügen der Einwohner gewidmete Königliche Schauspielhaus wurde 1795 unter König Friedrich Wilhelm II., dem Nachfolger von Friedrich II. (Preußen), am Potsdamer Stadtkanal eröffnet. Es wurde aufgrund dieser Lage im Volksmund „Kanaloper“ genannt. Das Haus bot Platz für 700 Gäste und fungierte zunächst als Spielstätte des Königlichen Nationaltheaters in Berlin, verfügte über kein eigenes Ensemble und stand unter der künstlerischen Leitung der Berliner Generaldirektion. Zum Programm gehörten Schauspiele, Opern und Ballette – sämtlich Gastspiele aus Berlin. Da die Potsdamer Garnison rund ein Drittel der Einwohner stellte, machten neben bürgerlichem Publikum Militärangehörige einen großen Teil der Zuschauerschaft aus. Seit 1846 wurde das Haus von privaten Pächtern und Direktoren mit eigenen Ensembles betrieben. Man zeigte Schauspiele und Opern, dazu Lustspiele und viel Triviales. Die Unternehmungen standen wirtschaftlich auf wackeligen Füßen; mehrfach wurde das Haus vorübergehend ganz geschlossen. Nach Beginn des Ersten Weltkrieges stellte man auf Vaterländisches um. Nach der Novemberrevolution 1918 übernahm der Staat das Theater, um es 1919 einem ehemaligen Offizier, Kurt Pehlemann, als Pächter, Oberspielleiter und Schauspieler zu übergeben. Pehlemann führte gängige deutsche Klassiker, Unterhaltung und Deutsch-Nationales auf. 1924 wurde das Theater in die Potsdamer Schauspielhaus GmbH umgewandelt; Pehlemann wurde Intendant. Wenig später wurde das Haus mit öffentlichem Geld und Spenden renoviert und auf 650 Plätze verkleinert. Zur Wiedereröffnung 1929 gab man Schillers Kabale und Liebe. Nach 1933 wurde das Repertoire umgestellt: Neben wenig Klassik spielte man leichte Kost und nationalsozialistische Dramatik. 1945 brannte das Theater nach schwerem Artilleriebeschuss im Zweiten Weltkrieg nieder, 1966 wurde die Ruine gesprengt.

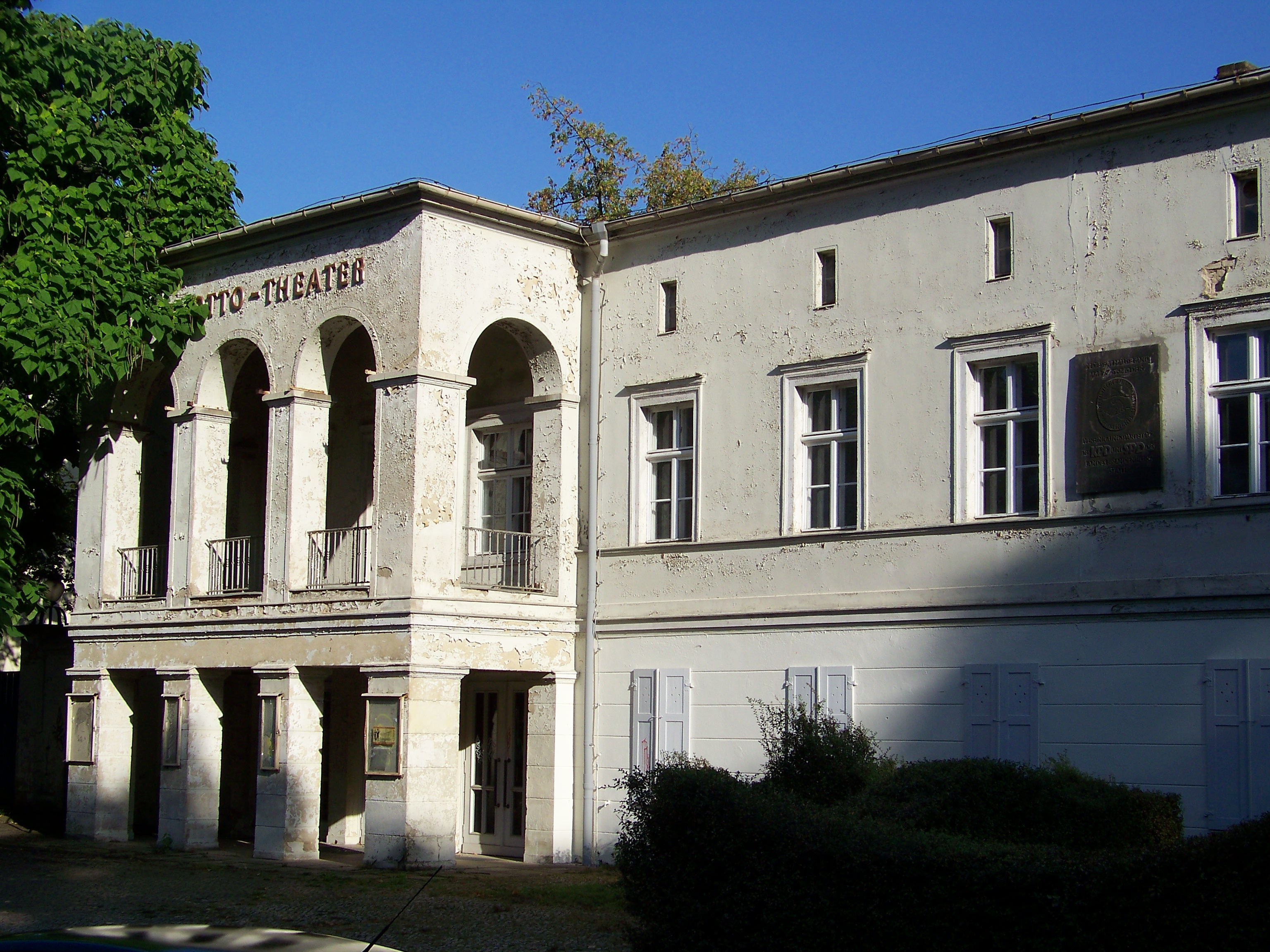
Alte Spielstätte in der Zimmerstraße

1946 wurde das Brandenburgische Landestheater gegründet und fand seine Spielstätte zunächst im barocken Schlosstheater des Neuen Palais. Für die Eröffnungsinszenierung wurde Iphigenie auf Tauris von Johann Wolfgang Goethe ausgewählt. Ein neuer provisorischer Spielort wurde am 16. Oktober 1949 mit Goethes Faust I in der ehemaligen Gaststätte, Gesellschaftshaus und Konzertgarten „Zum alten Fritz“ in der Zimmerstraße, das heute das Wissenschafts- und Restaurierungszentrum der Schlösserstiftung beherbergt, eröffnet.

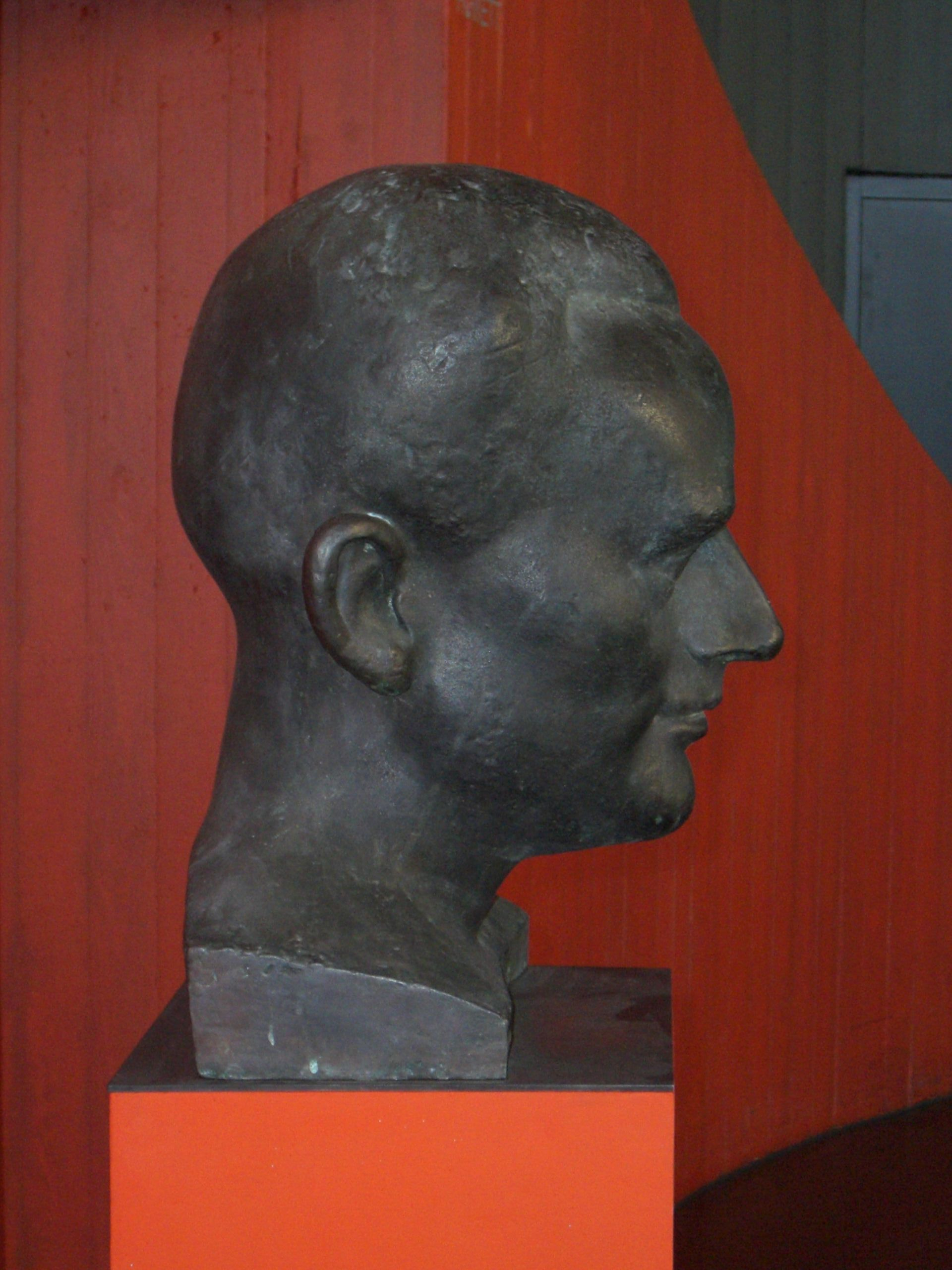
Schauspieler Hans Otto,
porträtiert von Peter Kern

1952 erhielt das Theater den Namen „Hans-Otto-Theater“ nach dem Schauspieler Hans Otto, der im November 1933 als Kommunist und Gewerkschafter von den Nationalsozialisten verhaftet, gefoltert und ermordet wurde.

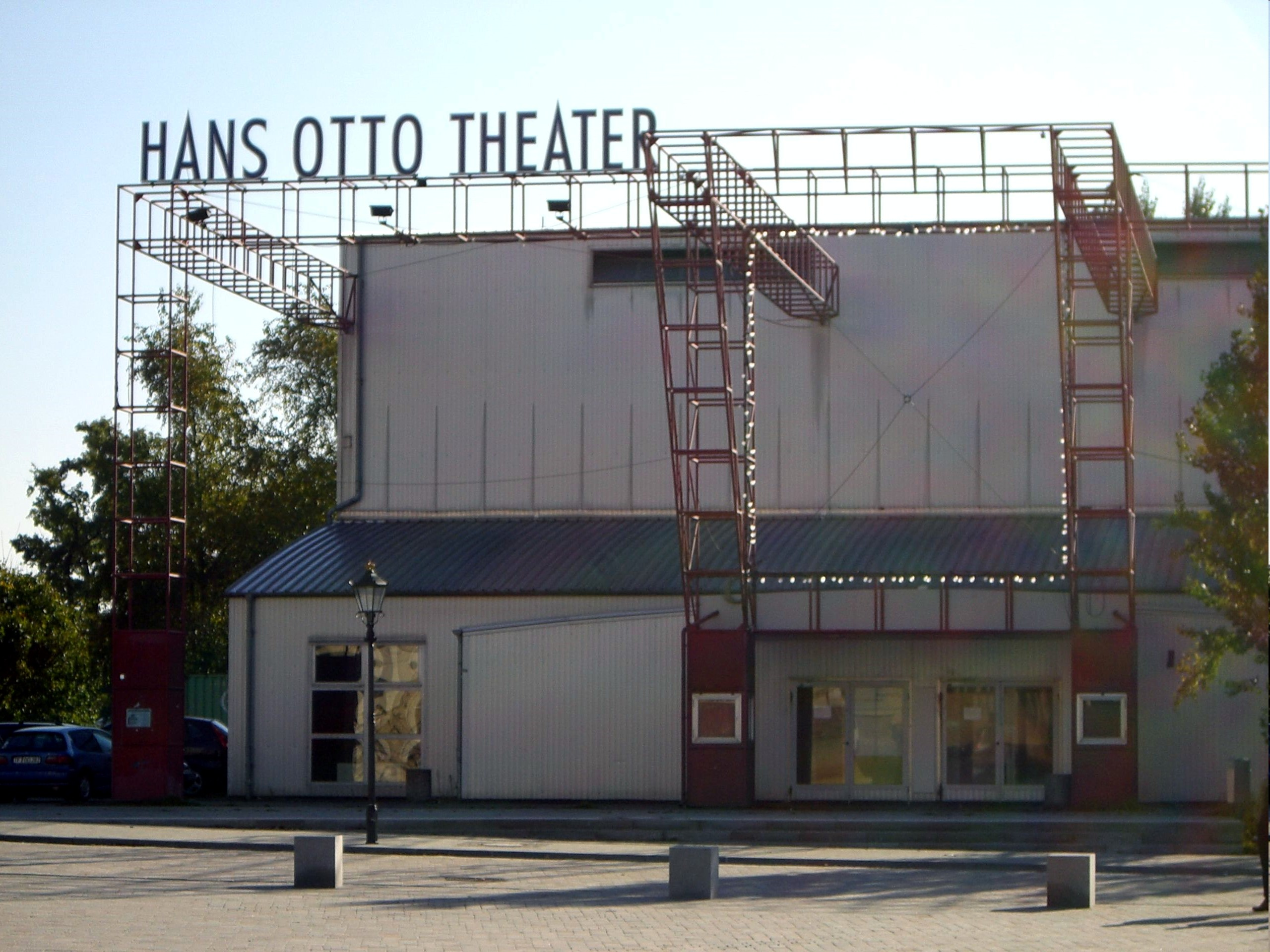
Die „Blechbüchse“ am Alten Markt, Spielstätte der Hans Otto Theater GmbH von 1992 bis 2006

Ein 1968 beschlossener Wiederaufbau des Potsdamer Stadtzentrums samt Stadthalle und Theater – die Eröffnung war für 1974 geplant – verzögerte sich. 1985 wurde erneut ein Theaterbau geplant; das von Günter Franke, einem der Architekten des Berliner Fernsehturms, geplante Haus sollte 1993 zur 1000-Jahr-Feier Potsdams auf dem nicht mehr für das Karl-Liebknecht-Forum in Frage kommende Gelände übergeben werden. Noch vor dem Mauerfall wurde 1989 der Grundstein gelegt. Der bereits fertiggestellte Rohbau am Alten Markt wurde jedoch 1991 nach einem Beschluss des Stadtrats abgerissen. An seiner Stelle wurde im Januar 2014 der Landtag Brandenburg in historisierenden Fassaden des im Zweiten Weltkrieg beschädigten und 1960 abgerissenen Potsdamer Stadtschlosses eröffnet. Die altgediente Spielstätte in der Zimmerstraße wurde etwa zeitgleich wegen baulicher Mängel geschlossen. Ersatzspielstätten fanden sich einstweilen in der Schiffbauergasse und in der Heinrich-Mann-Allee. Am Alten Markt wurde ein provisorisches Theaterhaus errichtet, das zunächst für fünf Jahre als zentraler Spielort dienen sollte und vom Potsdamer Publikum alsbald den Spitznamen „Blechbüchse“ erhielt.
An der Schiffbauergasse (an der Berliner Straße) wurde 1998 eine Spielstätte für Kinder- und Jugendtheater eingerichtet. 1999 folgte die Entscheidung, den lang erwarteten Theaterneubau der Landeshauptstadt Potsdam auf dem neu zu erschließenden Kultur- und Gewerbeareal Schiffbauergasse zu errichten. Im April 2003 wurde der erste Spatenstich gesetzt; im Oktober 2003 erfolgte die Grundsteinlegung. Zur Überbrückung der Bauphase bis zur Inbetriebnahme des Neuen Theaters lud der damalige Intendant des Hans Otto Theaters, Uwe Eric Laufenberg (2004–2009), zwei Spielzeiten lang seine Zuschauer unter dem Motto „unterwegs“ an diverse, z. T. exotische Ausweichspielorte in der Stadt wie z. B. in das Orangerieschloss im Park Sanssouci, in den Pavillon auf der Freundschaftsinsel, in das Palais Lichtenau oder die Französische Kirche. Auch in der „Blechbüchse“ wurde weiterhin gespielt – sie war bis zu ihrer endgültigen Schließung im Juni 2006 vierzehn Jahre lang Hauptspielstätte der Hans Otto Theater GmbH. Am Wochenende vom 22. bis zum 24. September 2006, zwei Jahre nach dem Richtfest im September 2004, wurde der Neubau der Hans Otto Theater GmbH, das Neue Theater, feierlich eröffnet.
Kurze Zusammenfassung zur Geschichte des Theaters seit 1946:
- ab 1946 „Landestheater der Mark Brandenburg“ im Neuen Palais
- ab 1947 „Brandenburgisches Landestheater“
- ab Oktober 1949 in der ehemaligen Gaststätte, Gesellschaftshaus und Konzertgarten „Zum alten Fritz“ in der Zimmerstraße
- seit Oktober 1952 „Hans-Otto-Theater“
- 1953 Anschluss des Reisetheaters „Landesbühne Brandenburg“ als Tournee-Ensemble an das Hans-Otto-Theater
- 1991 bis 2006 im provisorischen Theaterhaus am Alten Markt („Blechbüchse“)
- 1993 Umwandlung des „Hans-Otto-Theater“s in „Hans Otto Theater GmbH“ (und „Brandenburgische Philharmonie Potsdam GmbH“; 2000 aufgelöst)
- seit September 2006 im Neuen Theater an der Schiffbauergasse
- seit der Spielzeit 2018/2019 heißt das Neue Theater Großes Haus

Intendanten seit 1946:
- Fritz Kirchhoff (1946/1947)
- Rochus Gliese (1947/1948)
- Alfred Dreifuß (1948 bis 1950)
- Ilse Rodenberg (1951 bis 1957)
- Gerhard Meyer (1957 bis 1968)
- Peter Kupke (1968 bis 1971)
- Gero Hammer (1971 bis 1991)
- Guido Huonder (1991 bis 1993)
- Stephan Märki (1993 bis 1997)
- Ralf-Günter Krolkiewicz (1997 bis 2004)
- Uwe Eric Laufenberg (2004 bis 2009)
- Tobias Wellemeyer (2009 bis 2018)
- Bettina Jahnke (seit 2018)

## Theaterorganisation
Das Hans Otto Theater wird in der Rechtsform einer Gesellschaft mit beschränkter Haftung (GmbH) geführt.

### Intendanz
Bettina Jahnke, in Wismar geboren, studierte an der heutigen Hochschule für Musik und Theater „Felix Mendelssohn Bartholdy“ in Leipzig Theaterwissenschaften. Ihre ersten Inszenierungen brachte sie am ehemaligen „Poetischen Theater“ der Universität Leipzig heraus, bevor sie 1994 als Regieassistentin und Regisseurin ans Staatstheater Cottbus (Intendant: Christoph Schroth) ging. Zwischen 1998 und 2007 arbeitete sie als freie Regisseurin an verschiedenen Theatern in Deutschland und der Schweiz (unter anderem in Magdeburg, Leipzig, Rostock, Potsdam, Esslingen, Bern), war Dozentin an der Hochschule für Musik und Theater „Felix Mendelssohn Bartholdy“ und ab 2005 Oberspielleiterin am Staatstheater Cottbus (Intendant: Martin Schüler). 2009 übernahm sie die Intendanz am Rheinischen Landestheater Neuss, das sie mit ihrem hohen künstlerischen Anspruch richtungsweisend zu überregionaler Aufmerksamkeit führte. Unter ihrer Leitung wurden mehrere Inszenierungen zum Theatertreffen NRW eingeladen und auch prämiert. Seit der Spielzeit 2018/2019 ist Bettina Jahnke Intendantin des Hans Otto Theaters.

### Schauspielensemble
Das Ensemble des Theaters besteht aus 25 festengagierten Schauspielenden. Seit Herbst 2018 arbeiten unter der Intendanz von Bettina Jahnke verstärkt Regisseurinnen am Hans Otto Theater, wobei die künstlerische Leitung Wert auf Parität legt. Als Regisseur waren oder sind seitdem zu Gast: Frank Abt, Jörg Bitterich, Marc Becker, Nicole Erbe, Kathrin Filler, Manuela Gerlach, Esther Hattenbach, Sascha Hawemann, Mario Holetzeck, Anna Franziska Huber, Bettina Jahnke, Jan Jochymski, Malte Kreuzfeldt, Steffi Kühnert, Konstanze Lauterbach, Bernd Mottl, Ulrike Müller, Milena Paulovics, Nina de la Parra, Moritz Peters, Katrin Plötner, Mike Priebe, Annette Pullen, Tobias Johannes Erasmus Rott, Katharina Schmidt, Petra Schönwald, Caro Thum, Alexandra Wilke, Sebastian Wirnitzer, Angelika Zacek.

## Repertoire
Das Repertoire des Hans Otto Theaters umfasst Schauspiel sowie Kinder- und Jugendtheater. Gemeinsam mit der Kammerakademie Potsdam produziert das Hans Otto Theater die jährlichen Neuinszenierung der Potsdamer Winteroper. Innerhalb des Theater- und Konzertverbundes des Landes Brandenburg zeigt das Hans Otto Theater seine Aufführungen in den Städten Frankfurt (Oder) (Kleist-Forum) und Brandenburg an der Havel (Brandenburger Theater). Vom Staatstheater Cottbus kommen Musiktheaterinszenierungen zu Gastspielen in das Hans Otto Theater.

## Spielstätten
Die Hauptspielstätten auf der Schiffbauergasse sind das Große Haus, ein im Jahr 2006 eröffneter Bühnenneubau mit 485 Plätzen, und die nahegelegene Reithalle mit 162 Plätzen. Hinzu kommen die kleinere Bühne Reithalle Box sowie die Open-Air-Sommerbühne am Tiefen See.

### Großes Haus

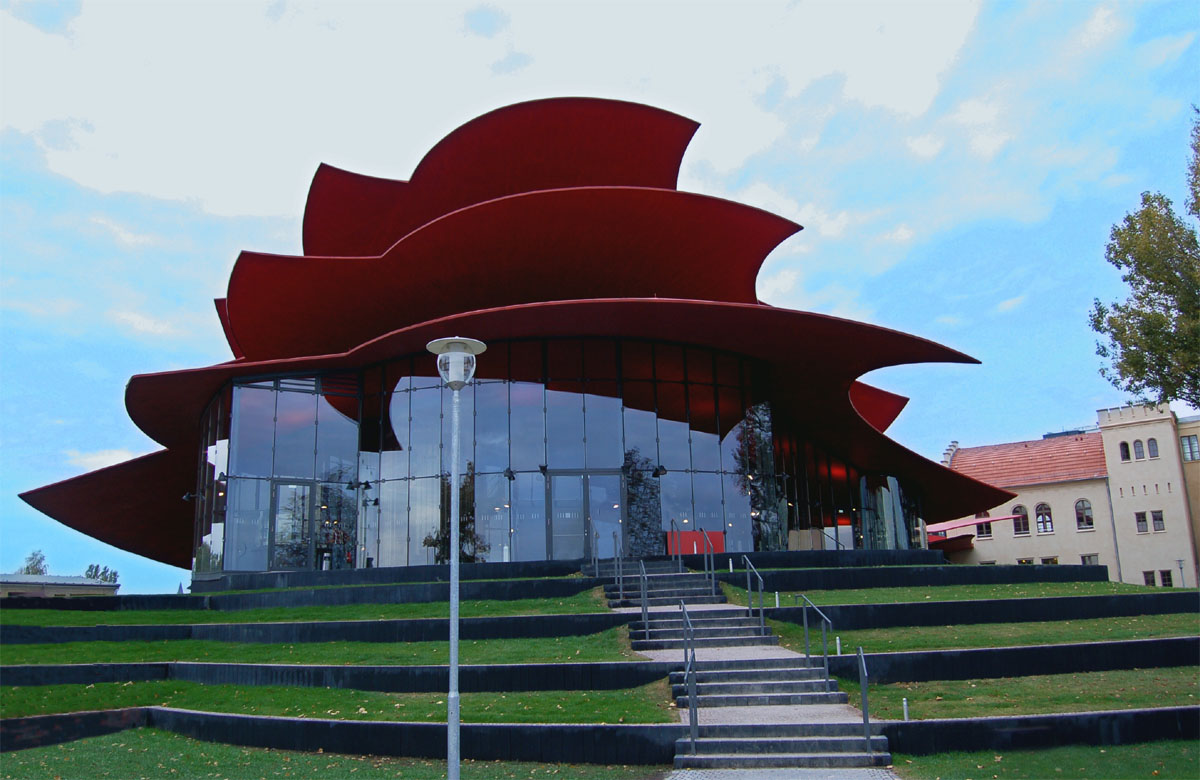
Großes Haus, Hauptspielstätte der Hans Otto Theater GmbH

Das Stammhaus und Hauptspielstätte des Hans Otto Theaters wurde von 2003 bis 2006 auf dem Kultur- und Gewerbestandort Schiffbauergasse (Hausnummer 11) errichtet. Bauherren des 26,5 Mio. Euro teuren Projekts waren die Stadt Potsdam und die Landesentwicklungsgesellschaft Brandenburg. Der Dokumentarfilm von Klaus Wunder Theater ohne Ende zum glücklichen Ende – Theaterbau in Potsdam zeigt das wechselvolle Ringen um ein neues Theater von 1988 bis 2006.

#### Architektur

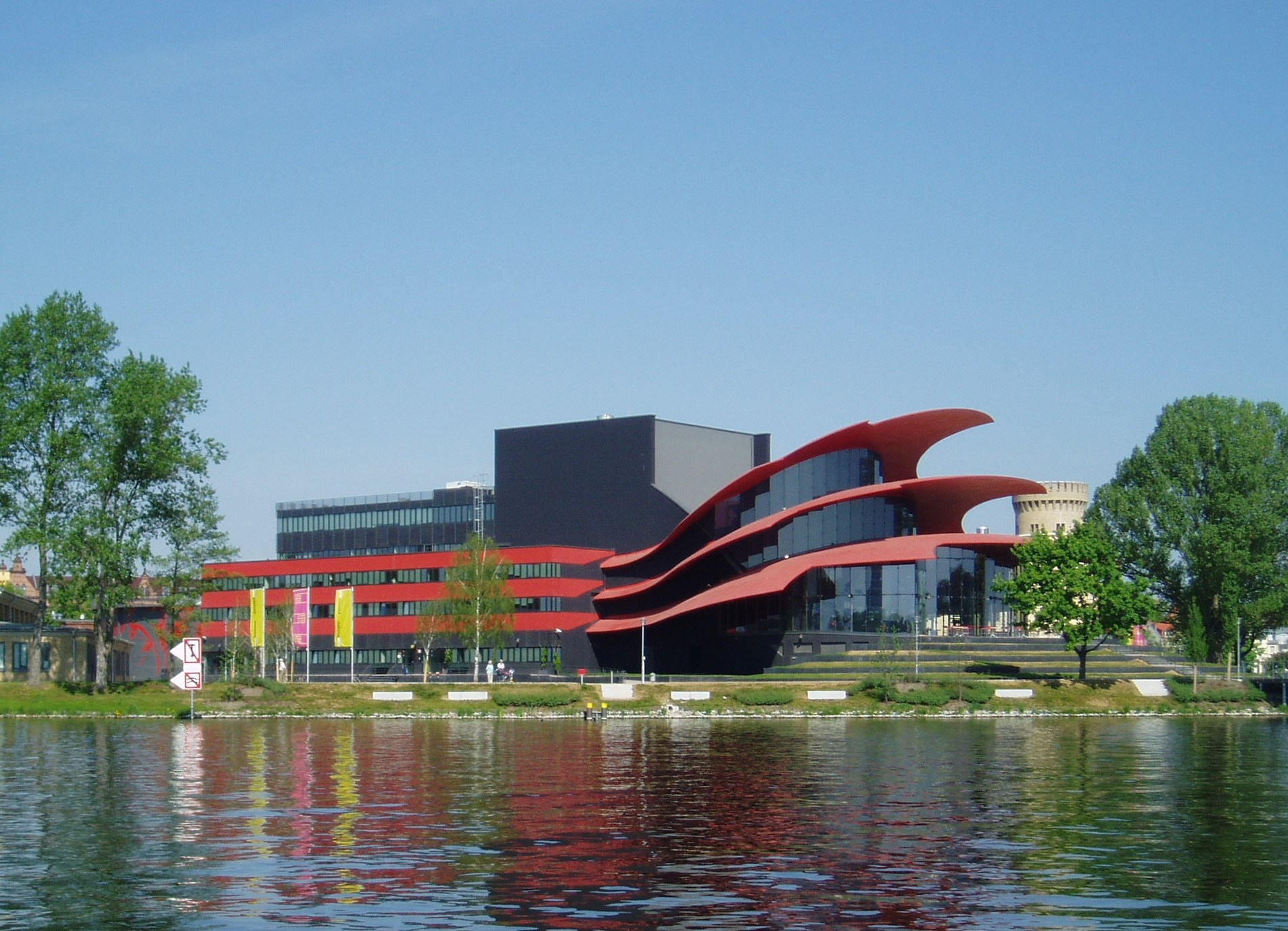
Haveluferansicht des Großen Hauses

Der Architekt Paul Böhm, Sohn von Gottfried Böhm, entwarf und verwirklichte zusammen mit seinem Vater ein fünfgeschossiges Theatergebäude mit schalenförmigen, auskragenden Dächern. Beton, Glas und Stahl sind die vorherrschenden Materialien. Ein denkmalgeschützter Gasometer wurde in den Baukörper integriert. Auf der Seite des Tiefen Sees grenzt eine ebenfalls denkmalgeschützte frühere Zichorienmühle an den Theaterbau an; sie beherbergt heute ein Restaurant.
Oberes Foyer und Bühnensaal haben Glasfensterfronten, die den Blick über die Havel zum Park Babelsberg freigeben. Für die abendlichen Theatervorstellungen kann der Saal vollständig abgedunkelt werden. Der Saal bietet Platz für maximal 485 Zuschauer. Unter den Zuschauerreihen sind 50 Hubpodien angeordnet, mit denen das Auditorium flexibel abgesenkt und angehoben werden kann. Die Hinterbühne lässt sich zum gerundeten Innenraum des Gasometers öffnen. Ein Orchestergraben ertüchtigt die Bühne auch für Musiktheatervorstellungen.
Das neue Hans Otto Theater wurde am 22. September 2006 offiziell eröffnet. Im Rahmen eines Festakts wurde unter Anwesenheit von Bundespräsident Horst Köhler und des brandenburgischen Ministerpräsidenten Matthias Platzeck die kulturelle und wirtschaftliche Bedeutung des neuen Theaterstandorts für die Stadt Potsdam gewürdigt und auf die erhoffte Signalwirkung für die Neuen Bundesländer hingewiesen. Die Eröffnung fand in ganz Deutschland ein breites Medienecho. Am Wochenende vom 22. zum 24. September standen fünf Premieren auf dem Spielplan, darunter zwei Uraufführungen, eine deutschsprachige Erstaufführung sowie Lessings Nathan der Weise.
In der 2015 erschienenen Filmdokumentation Die Böhms – Architektur einer Familie von Maurizius Staerkle-Drux nimmt der Neubau des Neuen Theaters einen wichtigen Platz ein.

### Reithalle

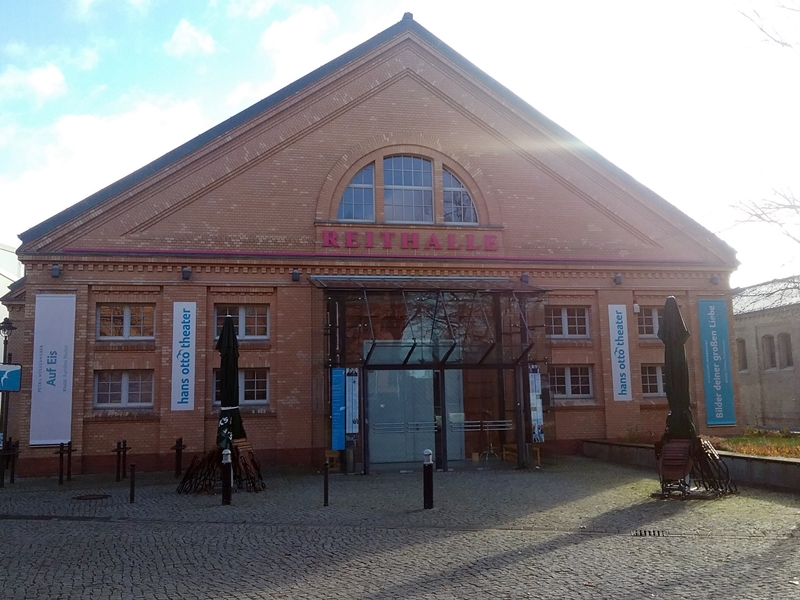
Theater Reithalle

Die Reithalle befindet sich in der Potsdamer Schiffbauergasse 16, zwei Fußminuten vom Haupthaus entfernt.
In der Reithalle A werden hauptsächlich Produktionen des Kinder- und Jugendtheaters aufgeführt. In der Reithalle B finden besonders die Theaterproben statt.

### Schlosstheater im Neuen Palais

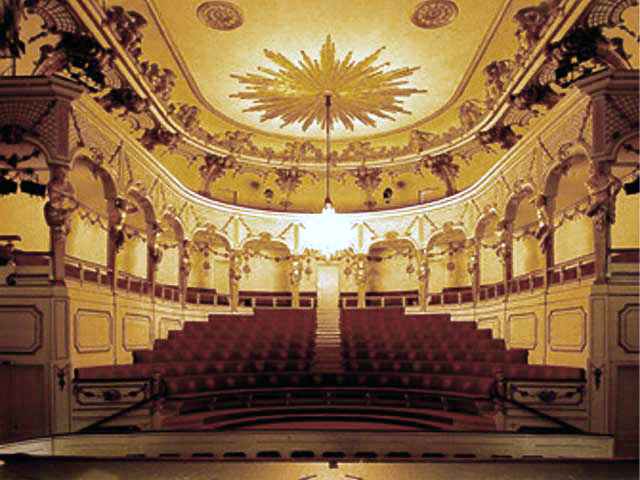
Theatersaal im Neuen Palais, barocke Spielstätte im Park Sanssouci

Das Schlosstheater befindet sich direkt im Neuen Palais in der Straße Am Neuen Palais 1 am Westrand des Parks von Sanssouci.

## Auszeichnungen
- 2008: Friedrich-Luft-Preis für die Uraufführungsproduktion Staats-Sicherheiten unter der Regie von Clemens Bechtel